# Johnny Kerr
John Graham "Johnny" Kerr (Chicago, 17 de julho de 1932 – Chicago, 26 de fevereiro de 2009), também conhecido como Red Kerr, foi um jogador, treinador e comentarista profissional de basquetebol. Ele jogou pela National Basketball Association (NBA) entre 1954 e 1966 pelo Syracuse Nationals, que era uma das maiores potências do basquete naquela época. Ele viria a tornar-se treinador e comentarista do Chicago Bulls por 33 anos. Faleceu em 26 de fevereiro de 2009 com câncer de próstata.